# Tremušnjak
Tremušnjak is een plaats in de gemeente Petrinja in de Kroatische provincie Sisak-Moslavina. De plaats telt 44 inwoners (2001).